# Mirebeau-sur-Bèze
Mirebeau-sur-Bèze is een gemeente in het Franse departement Côte-d'Or (regio Bourgogne-Franche-Comté). De plaats maakt deel uit van het arrondissement Dijon. Mirebeau-sur-Bèze telde op 1 januari 2022 1.937 inwoners.

## Geografie
De oppervlakte van Mirebeau-sur-Bèze bedroeg op 1 januari 2022 22,19 vierkante kilometer; de bevolkingsdichtheid was toen 87,3 inwoners per km².
De onderstaande kaart toont de ligging van Mirebeau-sur-Bèze met de belangrijkste infrastructuur en aangrenzende gemeenten.

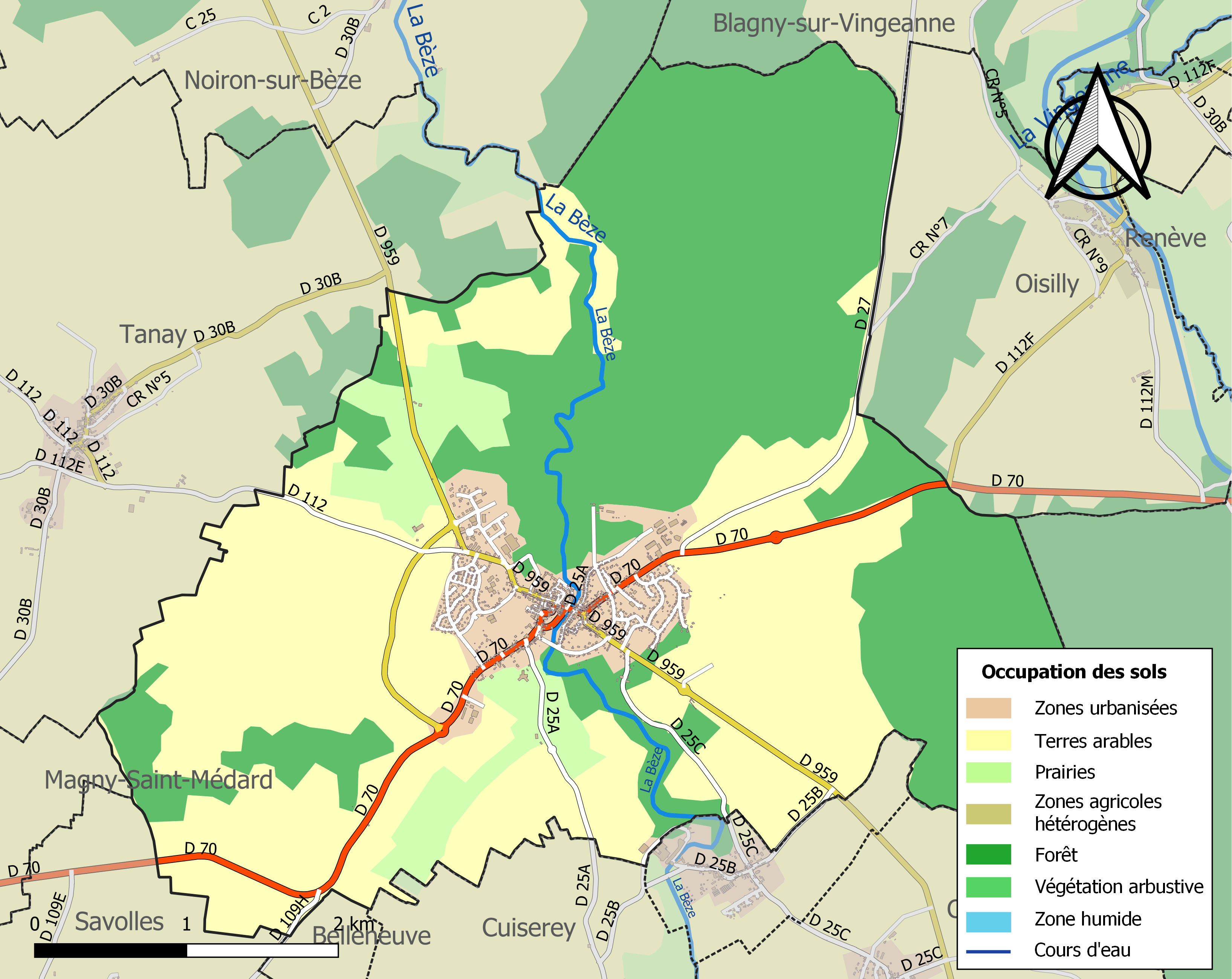

## Demografie
Onderstaande figuur toont het verloop van het inwonertal (bron: INSEE-tellingen).